# Джаяварман Каудинья
Джаяварман Каудинья (кхмер. កៅណ្ឌិន្យជ័យវរ្ម័ន) — правитель Фунани (478—514).
Из китайских источников известно о двух посольствах, посланных им к китайскому императору, одно, в 481 году, с просьбой о помощи в войне с Тьямпой, второе — с ларами.
При Джаявармане культивировалась легенда о Каудинье и Соме, суффикс «варман» впредь стали прибавлять к именам всех кхмерских правителей. Слово «Варман» означает «нагрудник» или «защита», так например, «Джаяварман» — это «тот, кто защищён победой („джая“)».